# Mogapinyana
Mogapinyana è un villaggio del Botswana situato nel distretto Centrale, sottodistretto di Serowe Palapye. Il villaggio, secondo il censimento del 2011, conta 1.528 abitanti.

## Località
Nel territorio del villaggio sono presenti le seguenti 10 località:
- Bokotelo di 25 abitanti,
- Khie di 6 abitanti,
- Mabalelo di 19 abitanti,
- Madibamantsho di 12 abitanti,
- Marolahutshe di 24 abitanti,
- Rakgokwane di 4 abitanti,
- Sebesetsane di 31 abitanti,
- Sepenane di 19 abitanti,
- Setote di 55 abitanti,
- Toutswe di 3 abitanti